# Prapat Yoskrai
Prapat Yoskrai (thailändisch ประพัฒน์ ยศไกร, * 30. Juli 1993 in Nakhon Ratchasima), auch als Bank bekannt, ist ein thailändischer Fußballspieler.

## Karriere

### Verein
Prapat Yoskrai erlernte das Fußballspielen in der Schulmannschaft des Assumption College Thonburi sowie des damaligen Drittligisten Raj-Pracha FC. Von 2011 bis 2016 stand er beim Osotspa FC unter Vertrag. Der Verein spielte in der höchsten thailändischen Liga, der Thai Premier League. 2016 wurde der Verein in Super Power Samut Prakan umbenannt. Von Januar 2013 bis Juni 2014 wurde er an den Zweitligisten Phuket FC ausgeliehen. Von Juli 2014 bis Ende 2015 spielte er ebenfalls auf Leihbasis bei Thai Honda Ladkrabang in Bangkok. Thai Honda spielte in der dritten Liga, der damaligen Regional League Division 2. Ende 2014 wurde er mit dem Verein Meister der Bangkok Region und stieg in die zweite Liga auf. Anfang 2016 kehrte er zu Super Power zurück. 2017 spielte er beim Pathum Thani FC in Pathum Thani. Die Hinrunde 2018 stand er beim Zweitligisten PTT Rayong FC in Rayong im Tor. Zur Rückserie unterschrieb er einen Vertrag bis Jahresende beim Ligakonkurrenten Kasetsart FC in Bangkok. Der Erstligaabsteiger Ubon United aus Ubon Ratchathani nahm ihn Anfang 2019 unter Vertrag. Ende 2019 musste der Verein in die vierte Liga zwangsabsteigen. Prapat Yoskrai verließ den Verein und schloss sich dem Zweitligisten Khon Kaen FC aus Khon Kaen an. Am Ende der Saison 2021/22 musste er mit Khon Kaen als Tabellenvorletzter in die dritte Liga absteigen. Nach dem Abstieg verließ der Torwart den Verein und schloss sich im Juli 2022 dem Zweitligisten Trat FC an. Am Ende der Saison 2022/23 feierte er mit Trat die Vizemeisterschaft und den Aufstieg in die erste Liga. Am Ende der Saison 2023/24 belegte er mit Trat den letzten Tabellenplatz und musste somit in die zweite Liga absteigen. Nach dem Abstieg verließ er den Verein und schloss sich im Sommer 2024 dem Drittligisten Bankhai United FC an. Mit dem Verein aus Ban Khai spielt er in der Eastern Region der Liga.

## Erfolge

### Verein
Thai Honda Ladkrabang
- Regional League Division 2 – Bangkok: 2014  ▲

Trat FC
- Thailändischer Zweitligavizemeister: 2022/23  ▲

### Nationalmannschaft
Thailand
- U19-Südostasienmeister: 2011